# Ichneumon machinatorius
Ichneumon machinatorius là một loài tò vò trong họ Ichneumonidae.